# Vakhtang Tchutchunashvili
Vakhtang Tchutchunashvili, in georgiano ვახტანგ ჭუჭუნაშვილი?, noto anche come Vakhtang d'Imerezia (Kutaisi, ... – Kutaisi, 1668), è stato re d'Imerezia (1660-1661; 1668).

## Biografia
Nel 1660, la regina vedova Darejan, vedova di Alessandro III d'Imerezia, depose ed accecò il suo figliastro, il legittimo re Bagrat V. Darejan sposò quindi Tchutchunashvili, un nobile minore, che ella installò al trono come re d'Imerezia al suo fianco. Deposto dal principe Vameq III Dadiani di Mingrelia e da altri nobili col supporto degli ottomani, Darejan e Vakhtang fuggirono ad Akhaltsikhe, nella provincia ottomana della Georgia. Tchutchunashvili venne restaurato dal pascià di Akhaltsikhe nel 1668. Secondo vari resoconti, venne assassinato con sua moglie Darejan al palazzo di Kutaisi.